# Alectryon subcinereum
Alectryon subcinereum es una especie de árbol perteneciente a la familia de las  sapindáceas. Se encuentra en  Australia. 

## Descripción
Es un arbusto o pequeño árbol con ramitas y las inflorescencias finamente peludas. Las hojas paripinnadas, de 8-20 cm de largo, con 2-8 folíolos alternos, elíptico-oblongos a ovado-oblongos, de 6-15 cm de largo, 2.5 cm de ancho, ápice cortamente acuminado a obtuso, márgenes dentados (sobre todo en la mitad superior),  pecíolo de 10-30 mm de largo, peciólulos 1-4 mm de largo. Panículas de 10-15 cm de largo. Pétalos diminutos. El fruto es una cápsula por lo general con dos lóbulos, de 80-10 mm de largo,  globosos, glabros, las semillas negras y el arilo rojo, liso.

## Distribución y hábitat
Se encuentra  en la selva más cálida, muy extendida en los distritos costeros, en el interior de Liverpool en Nueva Gales del Sur.

## Taxonomía
Alectryon subcinereum fue descrita por (F.Muell.) Radlk.   y publicado en Sitzungsberichte der Mathematisch-Physikalischen Classe (Klasse) der K. B. Akademie der Wissenschaften zu München 9: 524, en el año 1879.